# عيد الظهور الإلهي

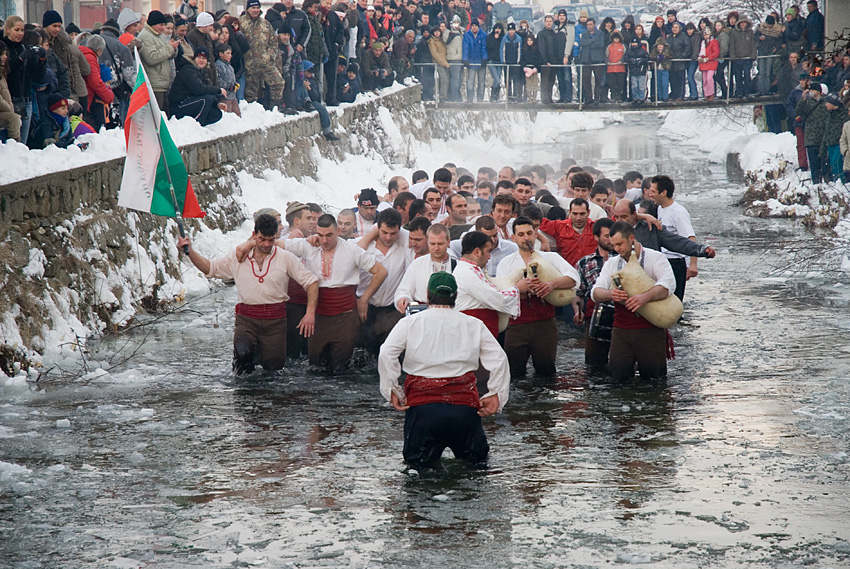
جانب من إحتفالات عيد الغطاس في بلغاريا.

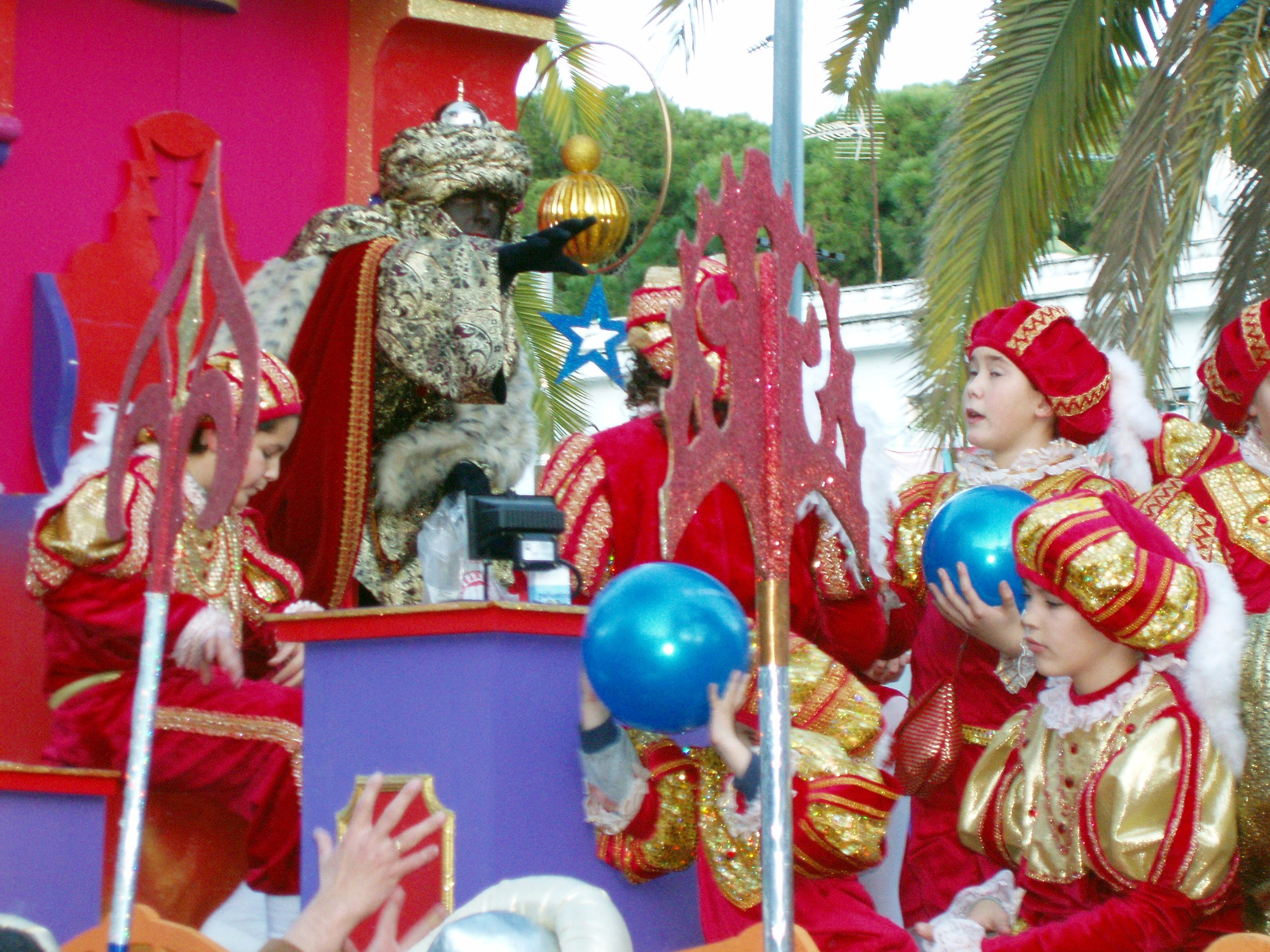
جانب من إحتفالات عيد الغطاس في إسبانيا.

عيد الظهور الإلهي، عيد الغِطاس، عيد الدنح أو عيد العماد، هو عيد يحتفل المسيحيون به في السادس من كانون الثاني يناير من كل عام لذكرى معمودية يسوع في نهر الأردن على يد يوحنا المعمدان، فكما ذُكِرَ بالإنجيل «فَلَمَّا اعْتَمَدَ يَسُوعُ صَعِدَ لِلْوَقْتِ مِنَ الْمَاءِ، وَإِذَا السَّمَأوَاتُ قَدِ انْفَتَحَتْ لَهُ، فَرَأَى رُوحَ اللهِ نَازِلًا مِثْلَ حَمَامَةٍ وَآتِيًا عَلَيْهِ، وَصَوْتٌ مِنَ السَّمَأوَاتِ قَائِلًا: «هذَا هُوَ ابْني الْحَبِيبُ الَّذِي بِهِ سُرِرْتُ». (متى 16:3-17)» وهو الحدث الذي يظهر يسوع للعالم علناً، عيد الغطاس لأن عملية التعميد تجري بتغطيس الطفل بالماء، وعيد الدنح كما يسميه الكلدان في العراق أو الموارنة والسريان الدِّنحُ كلمة سريانيّة، تعني الظهورَ والاعتلانَ والإشراق، تعبّر عن المعنى اللاهوتي الحقيقي لعيد الغطاس، ذكرى اعتماد يسوع في نهر الأردن من يوحنا المعمدان.
ومن أبرز مظاهر العيد في المجتمعات الدول ذات الطابع الأرثوذكسي مثل روسيا و‌بلغاريا و‌اليونان و‌إسطنبول أن يُلقى صليب في البحر ويقوم شاب بالغوص لاسترجاعه والغطس في بِرك المياه المتجمدة. ومن مظاهر الاحتفالات في إسبانيا و‌أمريكا اللاتينية خاصًة في كل من المكسيك و‌الأرجنتين تقديم الهدايا من قبل المجوس الثلاثة ويرافق تقديم المجوس الثلاثة الهدايا مواكب واحتفالات ضخمة ترافقه موسيقى عيد الميلاد والزينة والأضواء والمفرقعات. وتقوم لا بيفانا وهي مماثلة لأسطورة سانتا كلوز أو بابا نويل في الثقافة الإيطالية بتقديم الهدايا للأطفال في ليلة 6 يناير من كل عام.

## التأثيل واستخدام الكلمة
كلمة عيد الغطاس أو الظهور الإلهي في اللغات اللاتينية (Epiphany) مأخوذة من الكلمة اليونانية العامية (باليونانية: ἐπιφάνεια، إيبيفاني)‏ والتي تعني التجلِّي أو الظُّهور. وهي مشتقة من الفعل اليوناني (باليونانية: φαίνειν، فاينين)‏ والذي يعني «ليظهر». في اليونانية الكلاسيكية كانت الكلمة تستخدم لظهور الفجر، ولكن خصوصًا لظهور/تجلي الإله لعابديه (الظهور الإلهي). وفي الترجمة السبعينية للكتاب المقدس، تُستخدم الكلمة للتعبير عن تجلي إله إسرائيل (2 المكابيون 15:27). واستخدمت الكلمة في العهد الجديد في 2 تيموثاوس 1:10 للإشارة إما إلى ولادة المسيح أو إلى ظهوره بعد قيامته، وخمس مرات للإشارة إلى مجيئه الثاني أو ظهوره الثاني.
ومن بين الأسماء البديلة للعيد في اليونانية تسمية لثيوفانيا (باليونانية: τα Θεοφάνια)‏، ويوم الأنوار (باليونانية: η Ημέρα των Φώτων)‏ وهي صيغة حديثة، وأيضًا، تا فوتا (باليونانية: ta Fóta)‏ وتعني «الأضواء».

## العادات الوطنية والمحلية

### بلغاريا

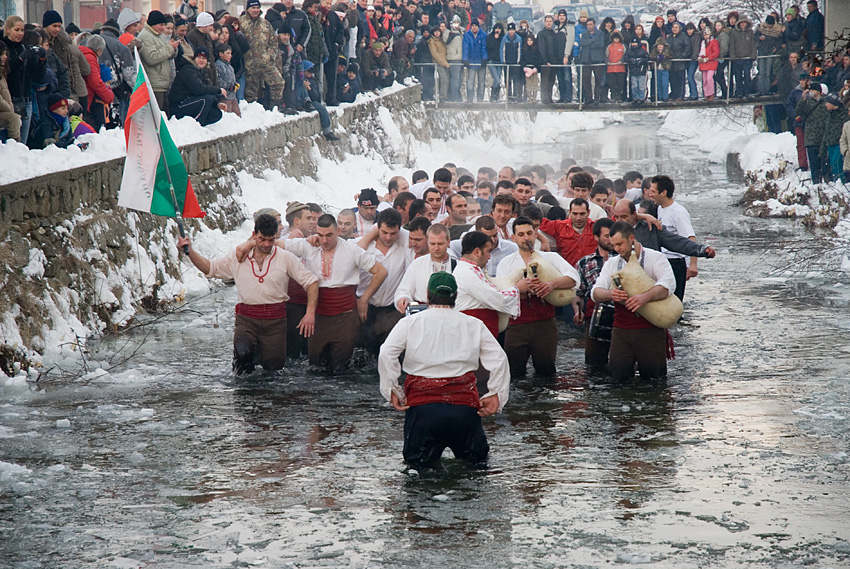
رقصة هورو بلغارية تقليدية يؤديها رجال في الماء المتجمد.

جرت العادة في بلغاريا، أن يُحتفل بعيد الغطاس في 6 يناير ويعرف باسم بوجويافليني (تجلي الله) أو معمودية الرب (بالبلغارية: Кръщение Господне)‏ أو يوردانوفدين وتعني «يوم الأردن»، في إشارة إلى النهر. في هذا اليوم، يرمي القس صليبًا خشبيًا في البحر أو النهر أو البحيرة فيسارع الشباب لاستعادته. وبما إنَّ التاريخ في أوائل شهر يناير والمياه على وشك التجمد، فإن هذا الفعل يعتبر عملًا مشرفًا ويقال إنَّ الصحة الجيدة ستمنح لعائلة أول مَن سيصل إلى الصليب من المتنافسين الشباب.
وفي مدينة كالوفر [الإنجليزية]، تُعزف موسيقى تقليدية راقصة اسمها هورو [الإنجليزية] مع قرع على الطبول ونفخ في آلة مزمار القربة في المياه الجليدية لنهر توندشا [الإنجليزية] قبل رمي الصليب في الماء.

### البرازيل
في البرازيل، يُطلق على هذا اليوم اسم «يوم الملوك» (بالإسبانية: Dia dos Reis)‏ وفي باقي أمريكا اللاتينية، يُطلق عليه اسم (بالإسبانية: Dia dos Reis)‏ ذكرى وصول المجوس لتأكيد أن يسوع هو ابن الله. تُعرف ليلة الخامس من يناير حتى صباح يوم 6 يناير باسم «ليلة الملوك» (وتسمى أيضًا الليلة الثانية عشرة) ويُحتفل بها بالموسيقى والحلويات والأطباق الإقليمية مثل آخر ليلة للميلاد، حيث توضع، تقليديًّا، زينة عيد الميلاد بعيدًا.

## مواقع خارجية
- مقدمة حول عيد الغطاس.
- عيد الغطاس أو الظهور الإلهي الذي تحتفل به الكنيسة التقليدية؟.
- نشيد عيد الظهور الإلهي (الغطاس).